# Eberhard Wilms
Eberhard Wilms (* 18. August 1940 in Königsberg; † 13. Juli 2022 in Stuttgart) war ein deutscher Historiker und Schulbuchautor.

## Leben
Eberhard Wilms wuchs in Königsberg und Dresden auf, war 1950–1958 Mitglied des Dresdner Kreuzchores, ging nach dem Abitur über West-Berlin in die Bundesrepublik und studierte in Tübingen und München Geschichte, Germanistik und Politologie.
Als Gymnasiallehrer arbeitete er an dem zuerst von Heinz Dieter Schmid herausgegebenen Unterrichtswerk Fragen an die Geschichte mit. Die Neuauflage des 4. Bandes gab er mit dem Untertitel "Das 20. Jahrhundert" heraus. Vor 1989 war er häufig Referent auf Fortbildungstagungen des Gesamtdeutschen Instituts. 
Seit 1990 erschienen weitere Schul- und andere historische Werke.
Er war von 1965 bis 1990 verheiratet mit Gunhild Wilms, mit der er zusammen geschichtsdidaktische Werke erarbeitete. Sein Sohn Jörn ist Professor für Astrophysik an der Universität Erlangen-Nürnberg.

## Publikationen
- Der Aufstieg Russlands zur europäischen Großmacht. In: H.D.Schmid (Hrsg.) Fragen an die Geschichte, Band 3. Frankfurt 1977
- Die Deutsche Frage. In H.D.Schmid (Hrsg.) Fragen an die Geschichte. Band 4 Frankfurt a. M.1978
- Klausur: Von der Französischen Revolution bis zur Weimarer Republik. 17 Aufgaben mit Lösungshilfen. Stuttgart 1985 und Stuttgart/Dresden 1994 (zusammen mit Gunhild Wilms)
- Die Geschichte der Stadt Wendlingen... - eine Datensammlung. In: Stadt Wendlingen a.N. (Hrsg.): 850 Jahre Wendlingen am Neckar. 1985
- Die Deutsche Frage seit 1945. Frankfurt a. M. 1986 und 1990 (zusammen mit Gunhild Wilms)
- Geschichte - Denk- und Arbeitsfach. Heinz Dieter Schmid zum 65. Geburtstag (Hg. u. Autor). Frankfurt a. M. 1986
- Theodor Heuss. Heft in der Reihe "Deutschland und Europa" (zusammen mit anderen Autoren). Stuttgart 1993
- Demokratische Erneuerung des Geschichtsunterrichts in Deutschland. Heinz Dieter Schmid zum 80. Geburtstag. In: Informationen für den Geschichts- und Gemeinschaftskundelehrer. H. 62/2001
- Deutschland seit 1945: besetzt - geteilt - entzweit - vereinigt. (Hg. und Autor). Berlin 1995 und 2002
- Fragen an die Geschichte: Das 20. Jahrhundert. Berlin 1999 (Hg. und Autor)
- Bundeswehr und Nationale Volksarmee. Heft 5 von "Militär in Deutschland". (zusammen mit Klaus Pflügner). Bundeswehr 2002
- DDR. In der Reihe Diederichs kompakt. Kreuzlingen / München 2005
- Grundwissen kontrovers: Deutschland nach 1945. Prüfungs- und Basiswissen. Schwalbach 2010
- Gelebte Geschichte - Eine Jugend in Deutschland 1940-1961. Königsberg-Dresden-München. Norderstedt 2010
- Als Geschichtslehrer Deutschland nach 1945 im Blick. In: Andreas H. Apelt (Hrsg.) Neuanfang im Westen. Zeitzeugen berichten 1949 - 1989. Halle (Saale) 2013

## Auszeichnung
Für Deutschland seit 1945: besetzt - geteilt - entzweit - vereinigt erhielt Eberhard Wilms 1999 den 2. Preis im Autorenwettbewerb "40 Jahre deutsche Teilung - 10 Jahre Mauerfall" der Kultusministerien von Niedersachsen und Sachsen-Anhalt.